# مارك سميث (مبارز بالسيف)
مارك سميث (بالإنجليزية: Mark Smith)‏ هو مبارز بالسيف أمريكي، ولد في 17 مايو 1956 في نيويورك في الولايات المتحدة.

## وصلات خارجية
- مارك سميث على موقع أوليمبيديا (الإنجليزية)